# スクラントン (原子力潜水艦)
|          |                                           |
| 艦歴     |                                           |
| 発注     | 1984年11月26日                            |
| 起工     | 1986年8月29日                             |
| 進水     | 1989年7月3日                              |
| 就役     | 1991年1月26日                             |
| その後   | 就役中                                    |
| 母港     | バージニア州ノーフォーク                  |
| 性能諸元 |                                           |
| 排水量   | 満載：6,145 トン、基準：5,742 トン        |
| 全長     | 110.3 m (362 ft)                          |
| 全幅     | 10 m (33 ft)                              |
| 喫水     | 9.4 m (31 ft)                             |
| 最大速   | 水上25 kt (46 km/h)、水中30+ kt (56 km/h) |
| 潜行深度 |                                           |
| 機関     | S6G reactor 1基                           |
| 乗員     | 士官12名、兵員98名                        |
| モットー |                                           |
|          |                                           |

スクラントン(USS Scranton, SSN-756)は、アメリカ海軍のロサンゼルス級原子力潜水艦の45番艦。艦名はペンシルベニア州スクラントンに因んで命名された。その名を持つ艦としては未完成のオレゴンシティ級重巡洋艦10番艦(CA-138)以来5隻目(就役した艦艇に限定すれば、第一次世界大戦時に徴用した貨物船ペンシルベニア(ID-3511)の改名以来2隻目)。

## 艦歴
スクラントンの建造は1984年11月26日にバージニア州ニューポート・ニューズのニューポート・ニューズ造船所に発注され、1986年8月29日に起工した。1989年7月3日にサラ・マクデード夫人によって命名、進水し、1991年1月26日にJ・G・マイヤー艦長の指揮下就役した。
スクラントンは「モジュール工法」によってニューポート・ニューズで建造される最初の潜水艦であった。竜骨は置かれず、各々の船体セクションが独立して製造された。内部構造の大半、機械部、配管は船体セクションの開口部から内部に挿入された。個々の船体セクションは十分な正確さで組み立てられ、配管部も堅く結びつけられた。その後船体は乾ドックに入れられ「浮かべられた」。
2006年1月、スクラントンは AN/BLQ-11 長期機雷偵察システム (Long-Term Mine Reconnaissance System, LMRS)、無人潜水艇 (unmanned undersea vehicle, UUV) の自動誘導、ドッキングに成功した。
2011年3月、国連安保理決議1973で定められたリビア飛行禁止空域を実行するため、リビア沖に派遣された。